# Número piramidal cuadrado
90* [[cn.mt 
1. ext.]]

Representación geométrica del número piramidal cuadrado 1+4+9+16=30.

En matemáticas, un número piramidal o número piramidal cuadrado es un número figurado que representa una pirámide con una base de cuatro lados. Estos números pueden representarse mediante la fórmula:
{\displaystyle \sum _{k=1}^{n}k^{2}={n(n+1)(2n+1) \over 6}={2n^{3}+3n^{2}+n \over 6}}
esto es, añadiendo los cuadrados de los primeros n números enteros, o multiplicando el n.º número oblongo por el n.º número impar. Por inducción matemática es posible derivar una fórmula de la otra. Otra fórmula equivalente aparece también en el Liber Abaci de Fibonacci (1202, ch. II.12). Este es un caso especial de la Fórmula de Faulhaber.TYTY..TV....TTY MTT.XiP
Los primeros números piramidales son: 1, 5, 14, 30, 55, 91, 140, 204, 285, 385, 506, 650, 819... ((sucesión A000330 en OEIS)).
Los números piramidales pueden modelarse físicamente mediante un número dado de bolas en un marco cuadrado, que contiene el número de bolas que forma la base, esto es n2. También resuelven el problema de contar el número de cuadrados en una rejilla de n x n.XZY...Ido  d 4 minutos